# Mircea Gh. Degeratu
Mircea Gh. Degeratu (n. 9 martie 1901, Dorohoi, Dorohoi, România – d. 20 ianuarie 1993, București, România) a fost un general de brigadă român, care s-a distins în luptele celui de-al Doilea Război Mondial. 

## Tinerețea și începutul carierei militare
Mircea Gh. Degeratu s-a născut la 9 martie 1901 într-o familie cu adânci rădăcini în istoria României. Mama, Elvira Stamate, cobora după tată din familia Mitropolitului Moldovei, Iacob Stamate și a Cavalerului Costache Stamate, iar tatăl, Gheorghe Degeratu, era descendent direct al Paharnicului Gheorghe Degeratu și al Colonelului Gheorghe Degeratu participant la Războiul pentru Independență din 1877. După Primul Război Mondial, a absolvit clasele superioare liceale la "Reale Hoch Schule" din Cernăuți și apoi a absolvit Școala militară de ofițeri activi de infanterie din București, ca șef de promoție, fiind înaintat sublocotenent în 1922.

## Primul Război Mondial și perioada interbelică
Participă la primul război mondial, 1916-1918, în calitate de Cercetaș de război, voluntar, fiind încadrat, pe front, în zona Oituz-Siret. A fost distins cu Medalia „Ferdinand I” cu spade, Medalia “Victoria” a marelui război pentru civilizație 1916-1918, Crucea Comemorativă a Războiului 1916-1918, Insigna de Război a cercetașilor și Medalia “Virtutea Ostășească clasa I”.
În anul 1934 a absolvit Școala Superioară de Război, după care a activat ca profesor și inspector de studii la Școala de Ofițeri din București și ca profesor asociat la Școala Superioară de Război. Până în anul 1941 a mai lucrat la Ministerul Apărării Naționale, Inspectoratul General al Artileriei, Direcția Artileriei, apoi ca șef de secție la Comandamentul Armatei a 3-a și ca subdirector la Direcția Armatei din Minister. Pentru competența dovedită în această perioadă, a fost distins cu Ordinul "Coroana României" în gradul de Cavaler și cu Medalia "Centenarul Regelui Carol I".

## Al Doilea Război Mondial
În perioada 1941-1945 a participat direct la cel de-al Doilea Război Mondial, după cum urmează.
În perioada 1941-1943, a fost prezent pe frontul de răsărit activând la Comandamentul Armatei a 3-a Operative, comandată de Generalul Petre Dumitrescu, fiind încadrat la Statul Major al Armatei a 3-a, al cărui șef era Colonelul Polihron Dumitrescu.
În campania din est a avut o serie de funcții în cadrul Statului Major al Armatei a 3-a cum ar fi aceea de șef al comisiei de legătură cu Înaltul Comandament al Armatei a 11-a Germane comandată de generalul Eugen von Schobert și apoi de feldmareșalul Erich von Manstein și aparținând Grupului de Armate Sud comandat inițial de feldmareșalul Gerd von Rundstedt și apoi de feldmareșalul Erich von Manstein, și împuternicit al Marelui Stat Major pentru legătura cu Ober Quartier Schwartze Meer.
Dintre diversele misiuni de anvergură la care a participat pot fi menționate: încheierea pe cale diplomatică a convenției de colaborare cu armata germană, participarea ca membru permanent la ședințele de lucru ale Comandamentului de Armată German, pregatirea operațiilor de trecere a Niprului, fiind primul ofițer român care a trecut Niprul împreună cu armata germană, conceperea și realizarea planului de lansare de la mică înălțime de echipament militar și muniție, conceperea planurilor operațiunilor reușite de recuperare a răniților români și germani și pregătirea acțiunii de asigurare a retragerii Armatei a 3-a române de la cotul Donului.
În toată această perioadă a urmat traseul: Ungheni, Bălți, Tighina, Tiraspol, Odessa, Nikolaev, Herson, Alexandrovka, Kahovka, Stalino, Taganrog, Rostov, Slavianskaia, Novorosiisk, Krasnodar de pe râul Kuban, Morozowskaia în cotul de nord al Donului, Milerovo, iar în retragere, Kamensk, Dnepropetrovsk, Zaporoje, Krivoi-Rog etc. La Milerovo, în primele zile ale contraofensivei sovietice, a fost rănit la cap și la brațul drept.
Pentru înaltul profesionalism, spiritul de inițiativă, devotamentul, cinstea și curajul de care a dat dovadă în campania din răsărit, a fost distins cu Ordinul "Steaua României" în gradul de Ofițer cu spade și panglică de Virtute Militară și cu Ordinul "Coroana României" cu spade în gradul de Ofițer și panglică de Virtute Militară.
În perioada 1943-1944, a fost președinte al comisiei de recepție a materialelor pentru armată, cu sediul la Milano, oraș supus, în acea perioadă, bombardamentelor anglo-americanilor, precum și acțiunilor germane de după armistițiul încheiat de mareșalul Badoglio cu aliații (8 septembrie, 1943).
Activitatea desfașurată în Italia a constat, în principal, din: contracte și recepții pentru echipamente militare și armament cu firme din Torino, Novara, Racconigi, Pavia, Castellanza, Como, Legnano, Gallarate și Grugliasco, printre care și cu renumita firmă de armament Beretta, urmate de expedierea acestora în țară, contacte permanente cu Legația Română din Roma, cu Consulatul General Român din Milano și cu atașatul militar român din Italia, legături periodice cu Comandamentul German din Milano (dr. Rausch și dr. Haack) în perioada de după armistițiul din 8 septembrie 1943, precum și contacte specifice cu autoritățile militare și civile italiene, atât înainte de armistițiu cât și după revenirea lui Mussolini în nordul Italiei.
Un eveniment inedit l-a reprezentat faptul că, la propunerea autorităților militare germane care, după anunțarea armistițiului Mareșalului Badoglio, au refuzat orice contact cu autoritățile italiene, Mircea Gh. Degeratu a condus comisia neutră română care a intermediat transferarea artileriei antiaeriene a orașului Milano de la armata italiană către armata germană de ocupație.
Deși condițiile de lucru au fost extrem de grele, uneori critice, a reușit să încheie contracte, să recepționeze și să expedieze la timp în țară cantități importante de materiale de război imperios necesare pentru front. Pentru aceste reușite deosebite, a fost decorat cu Ordinul "Coroana României" cu spade în gradul de Comandor și panglică de Virtute Militară.
În perioada 1944-1945, a participat la campania din vest în cadrul MApN, fiind decorat cu Medalia „Eliberarea de sub jugul fascist” și Medalia “Victoria” (sovietică).
După război, a activat ca șef de serviciu și director la MapN și apoi la Comandamentul Corpului 2 Armată, la Comandamentul 5 Teritorial, la Academia Militară ca Director de studii și în final la Regiunea 2-a Militară. 
Generalul Mircea Gh. Degeratu s-a remarcat și ca autor al unor publicații de specialitate mult apreciate la acea vreme. Astfel, este autor a două cărți, și a 21 de articole de specialitate.
În anul 1950 a fost trecut în cadrul disponibil.
Generalul Mircea Gh. Degeratu a trecut în neființă la 20 ianuarie 1993, la vârsta de 92 de ani.

## Decorații
- Ordinul Coroana României în grad de Cavaler
- Ordinul Steaua României cu spade în grad de Ofițer cu panglică de Virtute Militară
- Ordinul Coroana României cu spade în grad de Ofițer cu panglică de Virtute Militară
- Ordinul Coroana României cu spade în grad de Comandor cu panglică de Virtute Militară